# Volcà de Llacunagra
El Volcà de Llacunagra és un volcà situat al municipi de Sant Aniol de Finestres, a la comarca catalana de la Garrotxa.